# Phaenocarpa tridentata
Phaenocarpa tridentata är en stekelart som beskrevs av Sharma 1979. Phaenocarpa tridentata ingår i släktet Phaenocarpa och familjen bracksteklar. Inga underarter finns listade i Catalogue of Life.